# Yoann Salmier
Yoann Salmier né le 21 novembre 1992 à Villiers-le-Bel est un footballeur français, jouant au poste de défenseur central au Clermont Foot 63 et en sélection guyanaise.

## Biographie
Ayant commencé sa carrière dans les divisions locales, Salmier est recruté par le RC Strasbourg lors de l'été 2014 alors qu'il évolue à Saint-Brice-sous-Forêt, en Division d'Honneur. Initialement recruté pour évoluer en équipe réserve, le joueur réalise une bonne préparation estivale et s'impose finalement comme titulaire en défense centrale, disputant vingt-trois matchs de National pour un but tandis que le club alsacien termine quatrième.
Son temps de jeu la saison suivante se révèle bien plus maigre, avec seulement onze apparitions en championnat, l'entraîneur Jacky Duguépéroux privilégiant alors la paire Felipe Saad-Ernest Seka en défense. À la suite de la promotion du club en Ligue 2 et du changement d'entraîneur, Salmier retrouve du temps de jeu et une place temporaire de titulaire durant le milieu de la saison, disputant 22 matchs en tout.

## Statistiques

### Statistiques détaillées
| Saison                | Club                  | Championnat           | Championnat | Championnat | Coupe nationale | Coupe nationale | Coupe de la Ligue | Coupe de la Ligue | Total | Total |
| Saison                | Club                  | Division              | M.          | B.          | M.              | B.              | M.                | B.                | M.    | B.    |
| 2014-2015             | RC Strasbourg         | National              | 20          | 1           | 4               | 0               | -                 | -                 | 24    | 1     |
| 2015-2016             | RC Strasbourg         | National              | 11          | 0           | 3               | 1               | -                 | -                 | 14    | 1     |
| 2016-2017             | RC Strasbourg         | Ligue 2               | 22          | 0           | 3               | 0               | 2                 | 0                 | 27    | 0     |
| 2017-2018             | RC Strasbourg         | Ligue 1               | 14          | 0           | 3               | 0               | 2                 | 0                 | 19    | 0     |
| Sous-total            | Sous-total            | Sous-total            | 67          | 1           | 13              | 1               | 4                 | 0                 | 84    | 2     |
| 2018-2019             | ESTAC Troyes (prêt)   | Ligue 2               | 34          | 0           | 2               | 0               | 2                 | 0                 | 38    | 0     |
| 2019-2020             | ESTAC Troyes          | Ligue 2               | 27          | 1           | 1               | 0               | 1                 | 0                 | 29    | 1     |
| 2020-2021             | ESTAC Troyes          | Ligue 2               | 35          | 2           | -               | -               | -                 | -                 | 35    | 2     |
| 2021-2022             | ESTAC Troyes          | Ligue 1               | 31          | 0           | -               | -               | -                 | -                 | 31    | 0     |
| 2022-2023             | ESTAC Troyes          | Ligue 1               | 32          | 1           | -               | -               | -                 | -                 | 32    | 1     |
| Sous-total            | Sous-total            | Sous-total            | 159         | 4           | 3               | 0               | 3                 | 0                 | 165   | 4     |
| 2023-2024             | Le Havre AC           | Ligue 1               | 20          | 1           | 1               | 0               | -                 | -                 | 21    | 1     |
| 2024-2025             | Le Havre AC           | Ligue 1               | 13          | 0           | -               | -               | -                 | -                 | 13    | 0     |
| Sous-total            | Sous-total            | Sous-total            | 33          | 1           | 1               | 0               | -                 | -                 | 34    | 1     |
| 2024-2025             | Clermont Foot 63      | Ligue 2               | 13+2        | 1           | -               | -               | -                 | -                 | 15    | 1     |
| 2025-2026             | Clermont Foot 63      | Ligue 2               | 2           | 0           | -               | -               | -                 | -                 | 2     | 0     |
| Sous-total            | Sous-total            | Sous-total            | 17          | 1           | -               | -               | -                 | -                 | 17    | 1     |
| Total sur la carrière | Total sur la carrière | Total sur la carrière | 276         | 7           | 17              | 1               | 7                 | 0                 | 300   | 8     |

## Palmarès
Sous les couleurs du RC Strasbourg, Salmier remporte le championnat de National en 2016 puis la Ligue 2 l'année suivante. En 2021, après une saison pleine (35 titularisations) sous les couleurs de l'ESTAC Troyes, Yoann Salmier remporte une seconde fois la Ligue 2.